# Marathon van Utrecht 2004
De Utrecht Marathon 2004 (ook wel Leidsche Rijn City marathon) vond plaats op maandag 12 april 2004 (Tweede Paasdag). De organisatie was in handen van Athletic Point. Het parcours liep van Vleuten naar De Meern met als start en finishlocatie de Middelweerdweg. 
Bij de mannen werd de hele afstand gewonnen door de Belg Ronny Ligneel met een tijd van 2:18.28. Hij bleef hiermee zijn landgenoot Didier Knockaert precies een halve minuut voor. Bij de vrouwen was de Russische Tatyana Perepyolkina het snelste in 2:43.15. 
Naast de klassieke afstand kende het evenement ook hardloopwedstrijden over de halve marathon en de 10 km.

## Uitslagen

### Marathon

#### Mannen
| rang   | naam               | land | tijd    |
| ------ | ------------------ | ---- | ------- |
| Goud   | Ronny Ligneel      | BEL  | 2:18.28 |
| Zilver | Didier Knockaert   | BEL  | 2:18.58 |
| Brons  | Giorgio Calcaterra | ITA  | 2:23.51 |
| 4      | Lamko Hulzebos     | NED  | 2:27.20 |

#### Vrouwen
| rang   | naam                 | land | tijd    |
| ------ | -------------------- | ---- | ------- |
| Goud   | Tatjana Perepjolkina | RUS  | 2:43.15 |
| Zilver | Pilsavina            | RUS  | 2:45.48 |
| Brons  | Lucienne Groenendijk | NED  | 3:03.45 |

### Halve marathon

#### Mannen
| rang   | naam              | land | tijd    |
| ------ | ----------------- | ---- | ------- |
| Goud   | Koen Raymaekers   | NED  | 1:03.06 |
| Zilver | Musa Cherutic     | KEN  | 1:03.16 |
| Brons  | Geoffrey Yebai    | KEN  | 1:03.26 |
| 4      | Philip Lagat      | KEN  | 1:03.59 |
| 5      | Yassine Abatourab | MAR  | 1:05.03 |
| 6      | Daniel Rotich     | KEN  | 1:05.49 |

#### Vrouwen
onbekend

### 10 km

#### Mannen
onbekend

#### Vrouwen
| rang   | naam            | land | tijd  |
| ------ | --------------- | ---- | ----- |
| Goud   | Grete Koens     | NED  | 35.28 |
| Zilver | Claartje Raedts | RUS  | 35.55 |

1978 · 
1979 · 
1980 · 
1981 · 
1982 · 
1983 · 
1984 · 
1985 · 
1986 · 
1987 · 
1988 · 
1989 · 
1990 · 
1991 · 
1992 · 
1993 · 
1994 · 
1995 · 
1996 · 
1997 · 
1998 · 
1999 · 
2000 · 
2001 · 
2002 · 
2003 · 
2004 · 
2005 · 
2006 · 
2007 · 
2008 · 
2009 · 
2010 ·
2011 ·
2012